# 花园巷教堂
温州市基督教花园巷教堂原称“中华基督教自治内地会温属总会”。因地置市区花园巷地段，故称为花园巷教堂。目前是温州市基督教“两会”直属的两間教堂之一。
该堂始建于1877年，至2006年共130周年。其规模虽不及基督教城西堂和周宅祠巷天主教总堂，但其现存建筑年代要早于前面两处教堂，是温州市区教堂历史最悠久的一处，也是浙南地区基督徒最早敬拜、聚会的场所。

## 历史沿革
1867年11月，基督教内地会英籍传教士曹雅直自甬来温传教，设活动点于今址。
1877年，历10年艰苦经营，该堂终于在花园巷地段购置建造，共占地4617.64平方米。
1884年10月，该堂在甲申教案中被焚毁，1890年重建。
解放后，教产大部分被军分区占用。文革时期，连大堂及勉励会堂亦被工厂占为仓库。
直至“四人帮”粉碎后，几经努力，政府落实宗教政策，于1989年归还勉励会堂（小堂），1990年归还大堂。
其余大部分教产目前仍在努力争取归还落实之中。

## 建筑特色
该堂建筑东起花园巷，北抵县学前，西到兴文里，南界兴文里52号民居。由大堂、勉励会堂（小堂）、牧师楼等多幢建筑组成。
大堂坐东朝西，砖木结构，五间一层，建筑面积约400平方米。俯视为不规则的“凸”字形。南、北侧为山墙，北侧分四个壁柱，柱间开券门及券窗，券窗两个一组，用连续的尖券拱。堂内则采用传统的抬梁式木结构梁架，上有吊顶。
教堂建筑风格呈中西合璧，体现了当年以传统建筑形式的教堂吸引信徒的传教方式。

## 文物保护
经历百年风雨，教堂现已破损严重。对于这座珍贵的宗教文化遗产的处置，信徒及社会各界人士亦有不同看法。有人力主教堂整体拆除，重建新堂。教会人员也曾到市里主管部门要求批准，整体拆建的动向日渐高涨，据说市里也曾开过专门协调会，原则上通过了拆建案。
但有人认为若采用此举，百年教堂将毁于一旦，这等于是割断了一段历史，温州也将少一件历史文物。他们认为应该及早加以保护，不但不能拆旧建新，反而要申请为市级文保单位，加强保护。